# Имашев, Урал Булатович
Урал Булатович Имашев (17 января 1945 года — 3 февраля 2018) — генеральный директор НПО «Нефтехимпереработка», доктор химических наук (1980), профессор (1981), академик Академии наук Республики Башкортостан с 1995 года.

## Биография
Имашев, Урал Булатович родился 17 января 1945 года в поселке Учалы Учалинского района БАССР.
В 1968 году Имашев Урал Булатович окончил Уфимский нефтяной институт. С 1981 года он является заведующим кафедрой УНИ (УГНТУ), проректор этого вуза (1991—1992); директор Института проблем нефтехимпереработки АН РБ, генеральный директор НПО «Нефтехимпереработка» (1992—1997).
Область научных интересов: органическая химия, нефтехимический синтез. Имашев занимается проблемами химии и технологии ацеталей и их гетероаналогов, тиоэфиров на основе сероокиси углерода, а также переработки тяжелых нефтяных остатков и создания нового промышленного процесса каталитической переработки мазута. Им были выполнены фундаментальные исследования в области химии и технологии ацеталей и их гетероаналогов, переработки тяжелых нефтяных остатков.
У. Б. Имашев — председатель Союза химиков РБ имени Д. И. Менделеева (1992—1998); заместитель председателя специализированного Совета по защите докторских диссертаций (1985).
В 1995 году избран действительным членом Академии наук Республики Башкортостан.

### Семья
Отец Имашев, Булат Губайдуллович — режиссёр, актёр, педагог, первый директор Башкирского театра оперы и балета в Уфе.
Мать — Имашева Галия Шакировна — театральный художник Башкирского драмтеатра, Народный художник РСФСР.
Брат — Виль Булатович Имашев — учёный-токсиколог.
Сестра — Эльмира Булатовна Имашева — актриса Башкирского драмтеатра.

## Ученики
Среди учеников Имашева 2 доктора и 18 кандидатов наук.

## Звания и награды
- Заслуженный деятель науки и техники БАССР (1981)
- Орден Трудового Красного Знамени (1986).
- Премия Академии наук Республики Башкоторстан имени Д. Ф. Варфоломеева (2006)

## Работы
Автор более 300 научных работ, в том числе 24 монографий, учебник, более 60 патентов.
- Успехи химии 1,1-диалкоксиалканов // Итоги науки и техники. М.: ВИНИТИ, 1983 (соавтор).
- Промышленная органическая химия на предприятиях Республики Башкортостан. Уфа: УГНТУ, 2000.
- Термоокислительная стабильность дизельных топлив. М.: Химия, 2001 (соавтор).